# Stepan Dimitrov
Stepan Dimitrov (10 de diciembre de 1995) es un deportista moldavo que compite en taekwondo. Ganó dos medallas en el Campeonato Europeo de Taekwondo, oro en 2014 y bronce en 2018.

## Palmarés internacional
| Campeonato Europeo | Campeonato Europeo | Campeonato Europeo | Campeonato Europeo |
| Año                | Lugar              | Medalla            | Categoría          |
| ------------------ | ------------------ | ------------------ | ------------------ |
| 2014               | Bakú (Azerbaiyán)  | Medalla de oro     | –54 kg             |
| 2018               | Kazán (Rusia)      | Medalla de bronce  | –58 kg             |